# Церква святого Архистратига Михаїла (Коломия)
Собор святого Архистратига Михаїла — церква, зведена на місці колишнього домініканського костелу, розташована по проспекту Михайла Грушевського в місті Коломия, Івано-Франківська область.

## Історія
В першій половині XV ст. монастир ордену отців-домініканців розміщувався на місці нинішнього собору святого Архистратига Михаїла. Собор Святого Архістратига Михаїла — перший осідок єпископів Коломийсько-Чернівецької єпархії УГКЦ і деякий час після побудови вважався одним з найбільших у Галичині. Побудований упродовж 1854—1855 років, а освячений у 1871 році. 
Ініціатором зведення собору був коломийський парох, публіцист і культурно-громадський діяч отець Лука Данькевич. Плани для церкви були розроблені у Відні. Монументальні церковні розписи створили українські та польські малярі, серед них: Корнило Устиянович, Валеріан Крицінський, Ярослав Лукавецький. У виконанні розписів також допомагали викладачі гончарної школи С. Дачинський та С. Дубицький. 
В 1923 році встановили дзвіниці, дзвони яких виготовлені в Самборі. Тим самим зберігши симетричність фасаду. На лівій вежі розміщений годинник, який було встановлено понад 150 років тому.
При храмі Архистратига Михаїла діяло декілька церковних братерств: «Братство Святого Архистратига Михаїла», жіноче «Братство Пресвятої Родини», «Братство святого апостола Петра» та «Братство Пресвятої Родини». 
При радянській владі церква була передана православній общині Коломиї, але в 1990 році повернена греко-католикам. 
У 1996 році була проведена реставрація споруди.

## Галерея

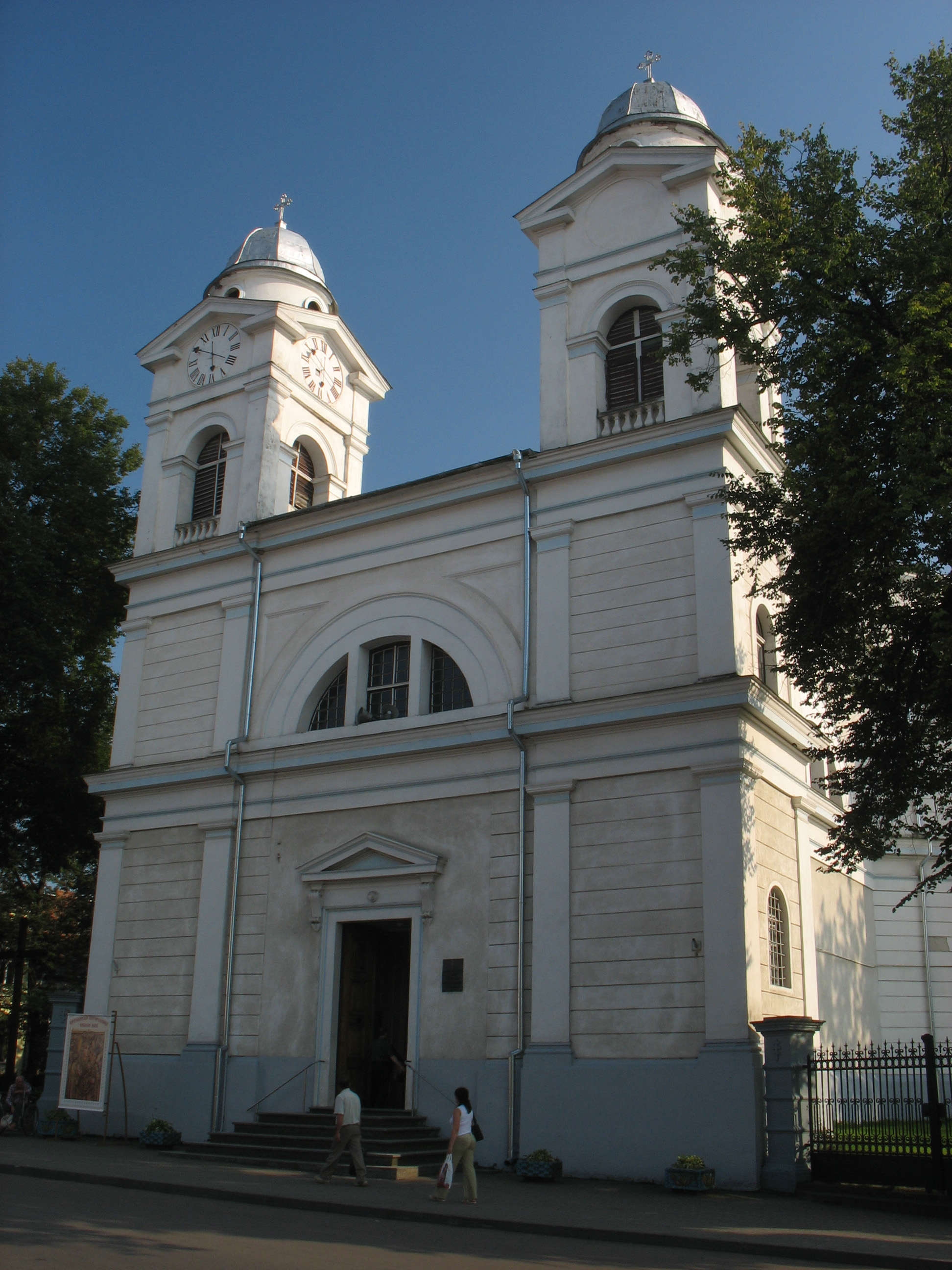
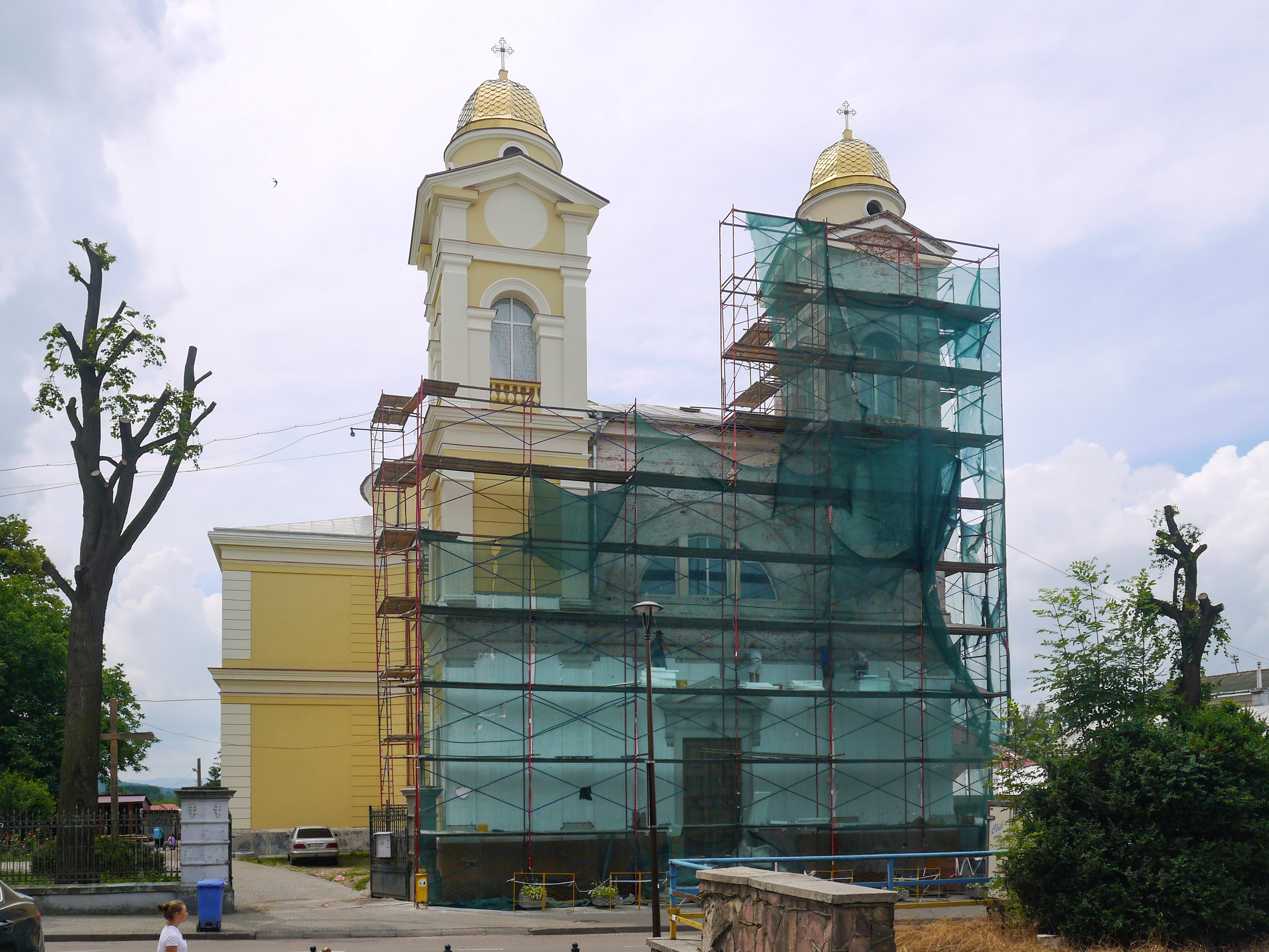
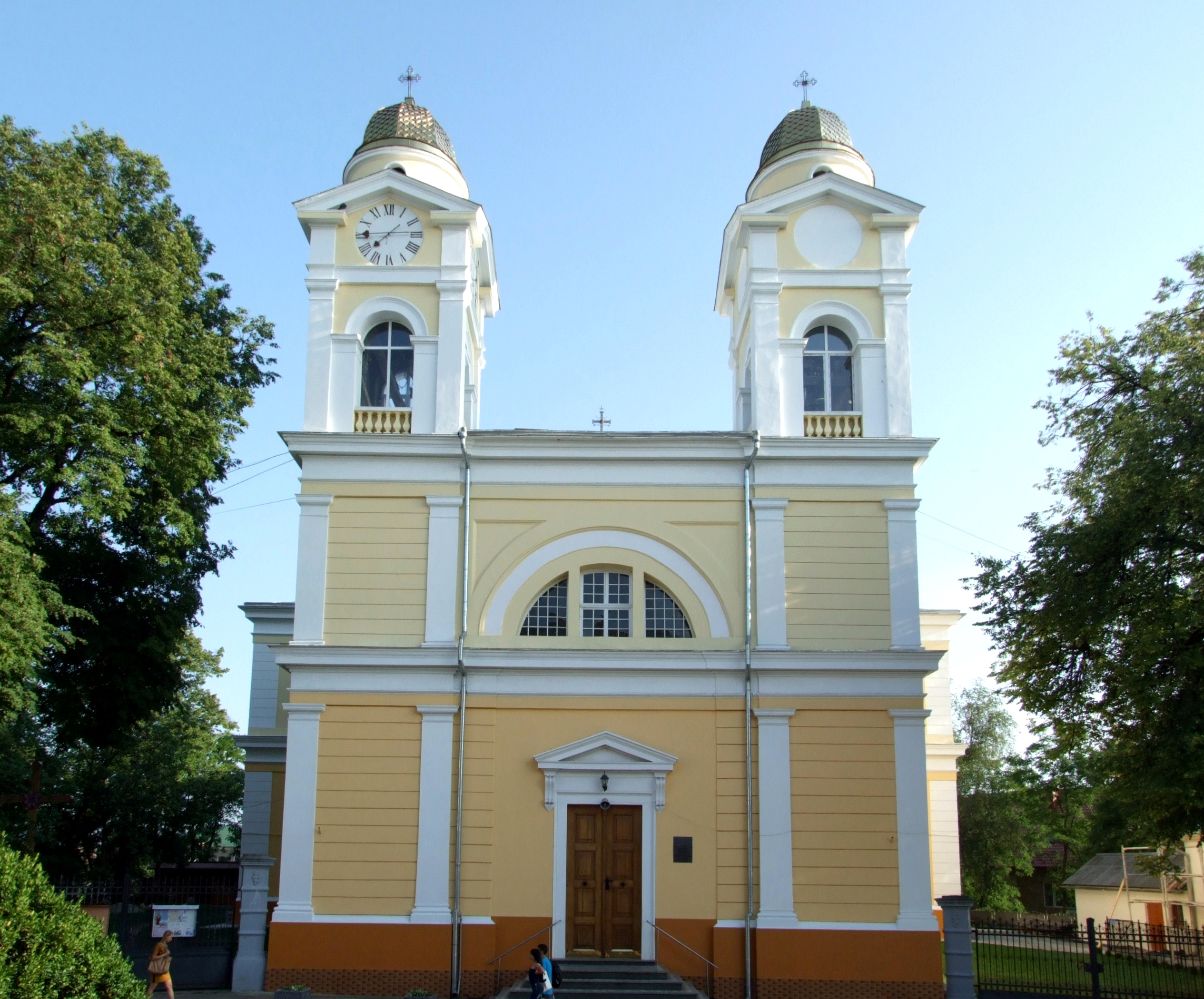
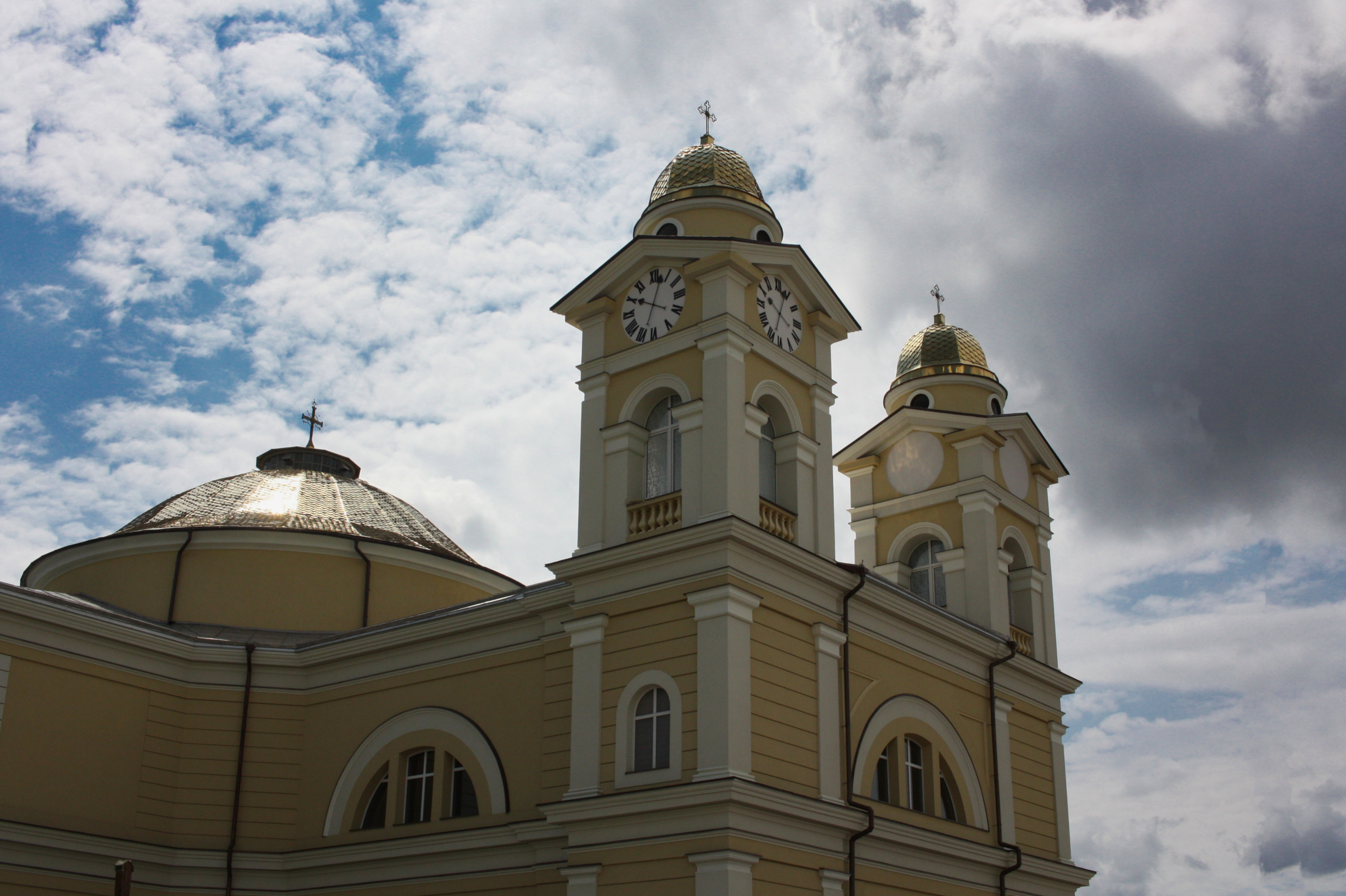

## Дивіться також
- Коломия
- Українська греко-католицька церква